# مير أباد (سلماس)
مير أباد هي قرية في مقاطعة سلماس، إيران. يقدر عدد سكانها بـ 62 نسمة بحسب إحصاء 2016.